# Medaglia per il lavoro in agricoltura
La medaglia per il lavoro in agricoltura è un premio statale della Federazione Russa.

## Storia
La medaglia è stata istituita il 10 marzo 2004.

## Assegnazione
La medaglia è assegnata ai cittadini della Federazione Russa per importanti contributi allo sviluppo del settore agro-industriale, nella formazione, nella ricerca e nelle altre attività volte a migliorare l'efficienza della produzione agricola. La medaglia, di regola, viene assegnato a coloro che hanno il titolo onorifico di "Operaio dell'Agricoltura Onorato della Federazione russa". Può anche essere concesso a cittadini stranieri che producono prodotti agricoli sul territorio della Federazione Russa, per altissimi meriti nello sviluppo del settore agro-industriale della Federazione Russa.

## Insegne
- La medaglia è d'argento. Il dritto reca una croce patente con i suoi quattro bracci smaltati di verde e con al centro un medaglione in metallo nudo con l'emblema di Stato della Federazione Russa circondata da una corona di grano. Sul rovescio vi è la scritta in rilievo "PER IL LAVORO IN AGRICOLTURA" (Russo: "ЗА ТРУДЫ ПО СЕЛЬСКОМУ ХОЗЯЙСТВУ"), sotto la scritta vi è in rilievo una linea orizzontale per l'assegnazione del numero di serie.
- Il nastro è verde con due sottili strisce gialle sui bordi.